# Hermann Focke (Politiker)
Hermann Focke (* 10. März 1865 in Köckritz; † 29. Juni 1951 in Weida) war ein deutscher Landwirt und Politiker (Thüringer Landbund).

## Leben
Focke war evangelisch-lutherischer Konfession. Er machte eine landwirtschaftliche Ausbildung und lebte als Landwirt und Gutsbesitzer in Köckritz. Er gehörte der Landwirtschaftskammer für Sachsen-Weimar-Eisenach an und war 1927/1928 Mitglied im Verwaltungs- und Aufsichtsrat der Thüringer landwirtschaftlichen Schule zu Triptis.
Nach der Novemberrevolution schloss er sich dem Thüringer Landbund an und wurde für seine Partei und den Wahlkreis Sachsen-Weimar-Eisenach in den Thüringer Landtag gewählt, dem er bis 1932 angehörte. Nach 1922 war er auch Kreisrat im Landkreis Greiz.